# Torneo Copa de Guatemala 1997
El Torneo Copa AC Delco 1997 fue la edición del torneo de copa que se realizó en Guatemala. 
El campeón de esta edición fue el Deportivo Suchitepéquez que enfrentó en la final al club Cobán Imperial ganándole por un marcador de 3-1.

## Primera ronda

### Grupo A
| Equipo      | Pts | PJ | PG | PEG* | PEP* | PP | GF | GC | Dif |
| ----------- | --- | -- | -- | ---- | ---- | -- | -- | -- | --- |
| Mictlán     | 11  | 6  | 3  | 1    | 0    | 2  | 7  | 5  | +2  |
| Sacachispas | 9   | 6  | 2  | 0    | 3    | 1  | 5  | 3  | +2  |
| Tally JUCA  | 8   | 6  | 2  | 1    | 0    | 3  | 6  | 6  | 0   |
| Zacapa      | 8   | 6  | 2  | 1    | 0    | 3  | 6  | 10 | -4  |

- Los empates se definían en penales, al ganador se le otorgaban dos puntos y al perdedor se le otorgaba un punto (PEG: Partido Empatado Ganado; PEP: Partido Empatado Perdido)

### Grupo B
| Equipo              | Pts | PJ | PG | PEG* | PEP* | PP | GF | GC | Dif |
| ------------------- | --- | -- | -- | ---- | ---- | -- | -- | -- | --- |
| Cobán               | 17  | 6  | 5  | 1    | 0    | 0  | 17 | 2  | +15 |
| Aurora              | 11  | 6  | 3  | 0    | 2    | 1  | 15 | 10 | +5  |
| Tipografía Nacional | 5   | 6  | 1  | 1    | 0    | 4  | 8  | 22 | -14 |
| Comunicaciones      | 3   | 6  | 0  | 1    | 1    | 4  | 8  | 14 | -6  |

- Los empates se definían en penales, al ganador se le otorgaban dos puntos y al perdedor se le otorgaba un punto (PEG: Partido Empatado Ganado; PEP: Partido Empatado Perdido)

### Grupo C
| Equipo           | Pts | PJ | PG | PEG* | PEP* | PP | GF | GC | Dif |
| ---------------- | --- | -- | -- | ---- | ---- | -- | -- | -- | --- |
| Chimaltenango FC | 14  | 6  | 4  | 1    | 0    | 1  | 12 | 8  | +4  |
| Municipal        | 10  | 6  | 2  | 1    | 2    | 1  | 9  | 6  | +3  |
| Amatitlán        | 7   | 6  | 2  | 0    | 1    | 3  | 8  | 9  | -1  |
| USAC             | 5   | 6  | 1  | 1    | 0    | 4  | 9  | 15 | -6  |

- Los empates se definían en penales, al ganador se le otorgaban dos puntos y al perdedor se le otorgaba un punto (PEG: Partido Empatado Ganado; PEP: Partido Empatado Perdido)

### Grupo D
| Equipo        | Pts | PJ | PG | PEG* | PEP* | PP | GF | GC | Dif |
| ------------- | --- | -- | -- | ---- | ---- | -- | -- | -- | --- |
| Suchitepéquez | 13  | 6  | 3  | 2    | 0    | 1  | 8  | 7  | +1  |
| Escuintla     | 10  | 6  | 3  | 0    | 1    | 2  | 10 | 7  | +3  |
| Xelajú MC     | 8   | 6  | 2  | 0    | 2    | 2  | 10 | 9  | +1  |
| Azucareros    | 5   | 6  | 1  | 1    | 0    | 4  | 8  | 12 | -4  |

- Los empates se definían en penales, al ganador se le otorgaban dos puntos y al perdedor se le otorgaba un punto (PEG: Partido Empatado Ganado; PEP: Partido Empatado Perdido)

## Fase final
|  | Semifinales   | Semifinales   | Semifinales | Semifinales | Semifinales |   |               | Final         | Final | Final | Final | Final |
|  |               |               |             |             |             |   |               |               |       |       |       |       |
|  | Chimaltenango | Chimaltenango |             |             | 1           |   |               |               |       |       |       |       |
|  | Suchitepéquez | Suchitepéquez |             |             | 3           |   |               |               |       |       |       |       |
|  |               |               |             |             |             |   | Suchitepéquez | Suchitepéquez |       |       | 3     |       |
|  |               | Cobán         | Cobán       |             |             | 1 |               |               |       |       |       |       |
|  | Cobán         | Cobán         |             |             | 3           |   |               |               |       |       |       |       |
|  | Mictlán       | Mictlán       |             |             | 1           |   |               |               |       |       |       |       |

## Final
| 1997 | Deportivo Suchitepéquez | 3-1 (En Tiempos Extras) | Cobán Imperial |  |  |